# Impatiens hydrogetonoides
Impatiens hydrogetonoides är en balsaminväxtart. Impatiens hydrogetonoides ingår i släktet balsaminer, och familjen balsaminväxter.

## Underarter
Arten delas in i följande underarter:
- I. h. hydrogetonoides
- I. h. kituloensis